# Heliaster cumingii
Heliaster cumingii is een zeester uit de familie Heliasteridae.
De wetenschappelijke naam van de soort werd in 1840 gepubliceerd door John Edward Gray.